# Ультрафінітизм
Ультрафінітизм у філософії математики (також відомий як ультраінтуїціонізм, строгий формалізм, строгий фінітизм, актуалізм) — різновид фінітизму. Спільною рисою різних течій у філософії математики, що використовують у своїх назвах термін «ультрафінітизм», є заперечення тотальності функцій з теорії чисел, наприклад показникових функцій над натуральними числами.

## Головні засади
Як і інші різновиди фінітизму, ультрафінітизм заперечує існування нескінченної множини N натуральних чисел. Також прихильники ультрафінітизму ставлять під сумнів такі математичні об'єкти, які не можна сконструювати «практично», через фізичні чи часові обмеження — передусім, це дуже великі числа. Наприклад,
функції floor від першого числа Ск'юза, результатом якого є дуже велике число, визначене через експоненту експоненти: exp(exp(exp(79))), або
{\displaystyle e^{e^{e^{79}}}.}
Досі ніхто не обчислив результат функції floor (натуральне число) від цього дійсного числа, і цілком імовірно, що таке обчислення неможливо здійснити фізично.
Так само {\displaystyle 2\uparrow \uparrow \uparrow 6} (у нотації Кнута) може вважатися лише формальним виразом, що не відповідає ніякому натуральному числу.
Тип ультрафінітизму, що займається можливостями фізичних обчислень у математиці, часто називається[ким?] актуалізмом.
Едвард Нельсон критикував класичну концепцію натуральних чисел через циркулярність їх означення. У класичній математиці натуральні числа означаються як 0 і числа, одержані ітеративним застосуванням функції «наступне число» (англ. successor function), починаючи з нуля. Але у такій ітерації вже присутнє поняття натурального числа. Інтими словами, для того, щоб отримати число {\displaystyle 2\uparrow \uparrow \uparrow 6}, потрібно застосувати функцію-наступник ітеративно саме {\displaystyle 2\uparrow \uparrow \uparrow 6} разів, починаючи з нуля.
Деякі версії ультрафінітизму є формами конструктивізму, втім, більшість конструктивістів[хто?] розглядають цю філософію як занадто екстремальну. Логічні засади ультрафінітизму неясні: наприклад, логік-конструктивіст Анне С'єрп Трьолстра у своїй роботі Конструктивізм у математиці (1988) відкинула ультрафінітизм, зазначивши, що «на даний момент відсутній більш-менш задовільний його розвиток». Втім, це не було філософським запереченням напрямку як такого, радше констатація факту, що у серйозних роботах з математичної логіки немає чого-небудь конкретного і точного з даного питання.

## Вчені, причетні до ультрафінітизму
Починаючи з 1959 року серйозні дослідження на тему ультрафінітизму велися Олександром Єсеніним-Вольпіном, який у 1961 році окреслив програму з доведення консистентності теорії множин Цермело — Френкеля в ультрафінітній математиці. З інших математиків, що працювали у даній галузі, можна відзначити Дорон Цайльбергер, Едвард Нельсон, Рогіт Джіванлал Паріх, і Жан-Пол ван Бендеґем. Філософія також інколи асоціюється з поглядами Людвіга Вітгенштайна, Робіна Ґенді, Петра Вопенки і Йоганнеса Єлмслева.
Shaughan Lavine розробив варіант ультрафінітизму на основі теорії множин, що не суперечить класичній математиці.
Лавіне показав, що основні принципи арифметики, такі як «не існує найбільшого натурального числа», можуть бути збережені: Лавіне дозволяє включення[куди?] «необмежено великих чисел».

## Обмеження, засновані на теорії складності обчислень
Інші ідеї щодо уникнення екстремально великих чисел базуються, наприклад, на основі теорії складності обчислень. Таким шляхом йде, зокрема, Андраш Корнай у своїх роботах з явного фінітизму (який не заперечує існування великих чисел), а також Володимир Сазонов з його поняттям «допустимого числа».
Суттєвий формальний розвиток отримали такі варіанти ультрафінітизму, засновані на теорії складності обчислень, як теорія Bounded arithmetic Семюеля Басса (англ. Samuel Buss), що охоплює математику, пов'язану з різними класами складності (такими, як P і PSPACE). Роботи Басса можна вважати продовженням досліджень Едварда Нельсона з предикативної арифметики: теорії bounded arithmetic, такі як S12, інтерпретуються у арифметиці Робінсона, і таким чином є «предикативними» у тому сенсі, як це розуміє Нельсон. Потужність даних теорій вивчається у bounded reverse mathematics, зокрема такі дослідження можна знайти у роботах Стівена Кука і Пхуонга Нгуєна. Втім, ці вчені не є філософами математики, вони радше вивчають окремі випадки умовиводів, як у оберненій математиці.